# Auguste François Marie Glaziou

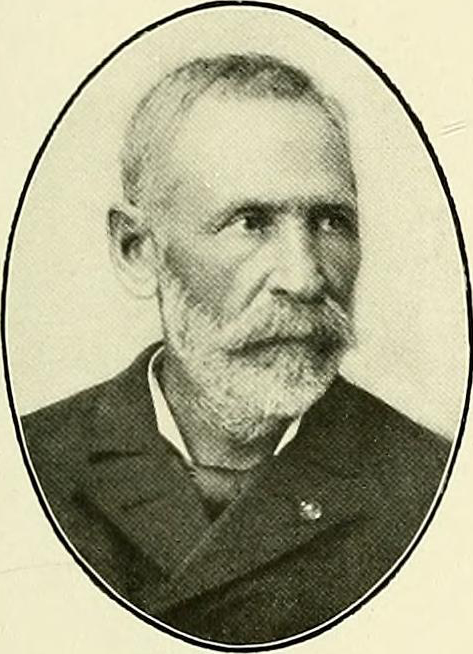
Auguste François Marie Glaziou.

Auguste François Marie Glaziou, född den 30 augusti 1833 i Lannion i Bretagne, död den 30 mars 1906 i Le Bouscat i Gironde, var en fransk botanist.
Glaziou var lantmätare och utvandrade 1857 till Brasilien, varifrån han återvände hem 1897. Han blev föreståndare för den kejserliga trädgården vid Saõ Christóvaõ i Rio de Janeiro och sedermera även för övriga anläggningar där. Han utövade storartad verksamhet som resande botanist i tropiska Brasilien och översände mycket rika samlingar till europeiska museer, även till Riksmuseet i Stockholm.